# Claravals
Claravals (en francès Clairvaux-d'Aveyron) és un municipi francès situat al departament de l'Avairon i a la regió d'Occitània. Limita amb els municipis de Valady, Balsac, Druèla, Moirasés, Mayran, Belcastel i Goutrens.

## Demografia
| Evolució de la població |      |      |      |      |      |      |      |      |
| 1793                    | 1800 | 1806 | 1821 | 1831 | 1836 | 1841 | 1846 | 1851 |
| -                       | -    | 2411 | 2200 | 2266 | 2070 | 2318 | 2559 | 2523 |

| 1856 | 1861 | 1866 | 1872 | 1876 | 1881 | 1886 | 1891 | 1896 |
| ---- | ---- | ---- | ---- | ---- | ---- | ---- | ---- | ---- |
| 2400 | 2450 | 1925 | 1807 | 1940 | 1796 | 1853 | 1826 | 1788 |

| 1901 | 1906 | 1911 | 1921 | 1926 | 1931 | 1936 | 1946 | 1954 |
| ---- | ---- | ---- | ---- | ---- | ---- | ---- | ---- | ---- |
| 1718 | 1593 | 1639 | 1470 | 1502 | 1419 | 1395 | 1262 | 1031 |

| 1962 | 1968 | 1975 | 1982 | 1990 | 1999 | 2006 | 2011 | 2016 |
| ---- | ---- | ---- | ---- | ---- | ---- | ---- | ---- | ---- |
| 937  | 834  | 857  | 923  | 911  | 1039 | -    | -    | -    |

| 2019 | - | - | - | - | - | - | - | - |
| ---- | - | - | - | - | - | - | - | - |
| -    | - | - | - | - | - | - | - | - |

## Administració
| Període   | Identitat           | Partit |
| --------- | ------------------- | ------ |
| 1953-1983 | Hippolyte Trouillet |        |
| 1983-1995 | Jacques Salès       |        |
| 1995-2008 | Joël Russery        |        |
| 2008-     | Jean-Marie Lacombe  |        |